# Pededzes pagasts
Pededzes pagasts er en territorial enhed i Alūksnes novads i Letland. Pagasten havde 838 indbyggere i 2010 og 710 indbyggere i 2016 og omfatter et areal på 142,01 kvadratkilometer. Hovedbyen i pagasten er Pededze.